# White Salmon (Washington)
White Salmon je grad u američkoj saveznoj državi Washington. Prema popisu stanovništva iz 2010. u njemu je živjelo 2.224 stanovnika.